# 鳥と獣とコウモリ
「鳥と獣とコウモリ」（とりとけものとコウモリ）は、イソップ寓話の一つ。ペリー・インデックス566番。
日本では民話化しており、稲田浩二『日本昔話通観』の昔話タイプ・インデックスでは「484 こうもりの二心（ふたごころ）」としている。邦題はほかに「ずるいコウモリ」など。

## あらすじ
昔、地上の動物達は皆仲良しだったが、ある時から獣と鳥に分かれ、どちらが強いかで戦いになった。身体が小さい鳥はいつも劣勢で、その様子を見ていたずる賢い一羽のコウモリは、獣が有利になると獣たちの前に姿を現し、「私は全身に毛が生えているから、獣の仲間です」と言った。そして、鳥が有利になると鳥たちの前に姿を現し、「私は羽があるから、鳥の仲間です」と言った。
その後、鳥と獣が和解し戦争が終結する日がやってくる。しかし幾度もの背信行為を重ね、双方にいい顔をしたコウモリは、「お前のような卑怯者は二度と出てくるな」と皆に嫌われ仲間はずれにされてしまう。居場所のなくなったコウモリは、やがて暗い洞窟の中へ身を潜め、皆が寝静まった夜だけ飛ぶようになった。

## 教訓
主体性が無い者は、やがて誰からも信頼されなくなる。

## 類似の話

### 駝鳥
ビザンツ期のイグナティオス・ディアコノス（8-9世紀）の四行詩に見える「駝鳥」（ペリー・インデックス418番）はよく似た話で、鳥と獣が戦争をしたとき、ダチョウは鳥に捕まった時には頭を見せて鳥だと言い、獣に捕まった時には足を見せて獣だと言ってごまかしたとする。

### 蝙蝠と鼬
イソップ寓話集中の類似の話に「蝙蝠と鼬」（コウモリとイタチ）がある。ペリー・インデックス172番。
地面に落ちたコウモリがイタチに捕まって命乞いをすると「すべて羽のあるものと戦争しているので逃がすわけにはいかない」と言われ、自分は鳥ではなく鼠(ねずみ)だと言って放免してもらう。 しばらくして別の鼬に捕まった時、今度の鼬は鼠はみな仇敵だと言うので、自分は鼠ではなく蝙蝠だと言ってまたも逃がしてもらう。
教訓は「状況に合わせて豹変する人は、しばしば絶体絶命の危機をも逃げおおす、ということを弁えて、いつまでも同じところに留まっていてはならないのだ」というものである。
17世紀のラ・フォンテーヌの寓話詩では第2巻の第5話に「コウモリと2匹のイタチ」 (fr:La Chauve-souris et les Deux Belettes) として収録されている。教訓は、「この話のコウモリのように立場を変えることでしばしば危険を逃れる人々がいる。賢い人は相手によって「王様万歳！」と言ったり「カトリック同盟万歳！」と言ったりする。」というものである。

### 太陽の消えたとき
オーストラリアには良く似たストーリーの「太陽の消えたとき」というおとぎ話が伝わっている。
この話では、カンガルーを大将とする動物たちと、エミューを大将とする鳥たちが大戦争を繰り広げる。動物からも鳥からも仲間扱いされていなかったコウモリは、どちらかの勝利に貢献すれば仲間にしてもらえると考えた。最初は鳥が優勢だったので、コウモリは得意のブーメランを武器にして鳥の味方をした。だがしばらくすると動物が盛り返したので、コウモリは動物側に寝返る。やがてカンガルーとエミューの一騎討ちになるが、お互いに争いが馬鹿らしくなっており、仲直りしようということになる。コウモリは勝ち負けがなくなったことにがっかりして洞窟に帰っていった。
しかし平和は戻ったが、今度は太陽が昇らなくなるという大事件が起こった。太陽は争いを繰り広げる鳥と動物に呆れ果てて、空に顔を出すのをやめてしまったのだ。動物と鳥たちは太陽が帰ってくるよう知恵を絞ったが、誰一人としてその方法が思いつかなかった。だがしばらくしてトカゲが、コウモリに頼めば何とかしてくれるのではないかと提案する。カンガルーとエミューからの懇願を受けたコウモリが、地平線に向かって3度ブーメランを投げると、太陽は再び顔を出した。それ以来動物と鳥は恩を忘れず、朝日の出る頃にコウモリを見かけても、いじめたりしないようになったという。